# 屈祥
屈祥（1419年—？），字天祥，山東濟南府德州人，明朝政治人物。進士出身。

## 生平
山東鄉試第一百五名。天順元年（1457年）丁丑科會試第二百九十二名，殿試登進士第三甲第一百九十三名。

## 家族
曾祖屈士英。祖父屈奉義。父亲屈仲舒。